# Wilczyniec (województwo wielkopolskie)
Wilczyniec – bardzo mała wieś w Polsce położona w województwie wielkopolskim, w powiecie jarocińskim, w gminie Jarocin.
W latach 1975–1998 miejscowość należała administracyjnie do województwa kaliskiego.